# Kenneth H. Merten

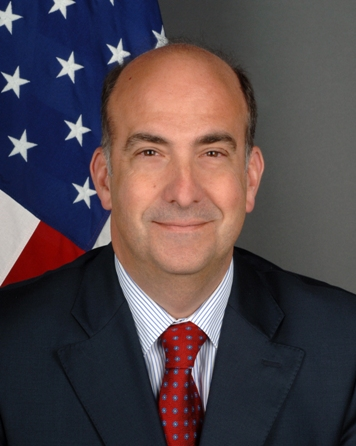
Botschafter Kenneth H. Merten (2009)

Kenneth H. Merten (* 1961 in St. Louis, Missouri) ist ein amerikanischer Diplomat. Er war in der Regierungszeit von Donald Trump als hochrangiger Beamter (Deputy Assistant Secretary) in der Abteilung für Angelegenheiten der westlichen Hemisphäre (Bureau of Western Hemisphere Affairs) der Haiti Special Coordinator (Sonderkoordinator für Haiti) des State Department. Von 2009 bis 2012 (und erneut kurzzeitig von 2021 bis 2022) war er Botschafter in Haiti und von 2012 bis 2015 in Kroatien. Zwischen 2021 und 2023 leitete er ein Büro für allgemeine Fragen der Ortskräfte an diplomatischen Missionen. Vom Frühjahr 2023 vis Anfang 2025 war er Botschafter seines Landers in Bulgarien.

## Leben

### Jugend und Ausbildung
Merten wurde in St. Louis, Missouri, geboren. Im Alter von 12 Jahren zog seine Familie nach Hudson, Ohio.
Er besuchte die Hudson Junior High School und die Walsh Jesuit High School. Nach dem Schulabschluss im Jahre 1979 schrieb er sich an der Miami University ein, wo er 1983 die Prüfungen zum BA in Diplomatie und auswärtigen Angelegenheiten erfolgreich absolvierte. Er studierte auch an der Universität Aix-Marseille, der Universität Graz und der privaten American University in Washington D.C.

### Diplomatische Laufbahn
Im Jahr 1987 trat Merten in den amerikanischen Auswärtigen Dienst (United States Foreign Service) ein.
Von 1988 bis 1990 war er als Vizekonsul an der Botschaft Port-au-Prince und kehrte 1998 bis 2000 als Wirtschaftsrat nochmals nach Haiti zurück. Bevor er im Jahr 2009 dort Botschafter wurde, führten ihn seine Verwendungen auch nach Paris, Brüssel und Bonn (Merten spricht die deutsche Sprache fließend).

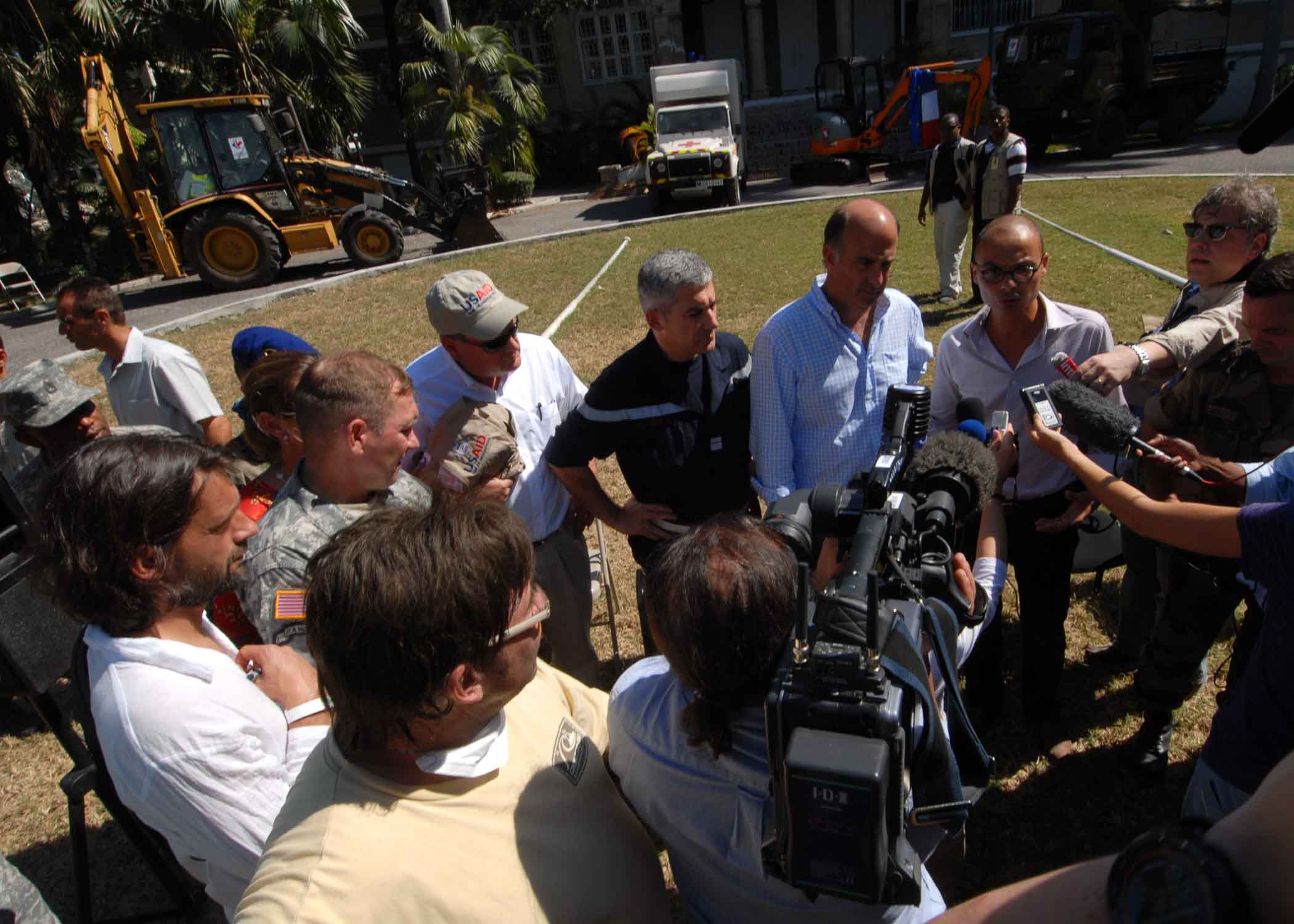
Merten mit dem französischen Botschafter Didier Lebret bei einem Interview in Port-au-Prince am 21. Januar 2010

Seinen Dienst als Botschafter in Haiti trat Merten am 24. August 2009 an. Er erlebte mit seiner Familie das verheerende Erdbeben in Haiti am 12. Januar 2010 und blieb unverletzt.
2012 wechselte er als Botschafter nach Kroatien und nahm am 30. Oktober 2012 seine Tätigkeit in Zagreb auf. Im Jahr 2015 kehrte er in das State Department zurück. wo er als Sonderkoordinator für Haiti insbesondere bei den schwierig verlaufenen Präsidentschaftswahlen 2015/2016 gefragt war. In seine Amtszeit als Haiti Koordinator fielen die Äußerungen von Präsident Trump vom 12. Januar 2018 (am Jahrestag des Erdbebens von 2010), mit denen er Haiti als Drecksloch („shithole country“) bezeichnete. Ende des Jahres 2018 schaltete Merten sich öffentlich in die Diskussion um Rücktrittsforderungen gegen den Präsidenten Jovenel Moïse ein und betonte, dass politische Ämter durch Wahlen erlangt oder entzogen werden, nicht jedoch durch massiven Aufruhr.
Am 20. Januar 2021 wurde Merten innerhalb des Ministeriums versetzt und mit der Leitung einer Arbeitseinheit für personalwirtschaftliche Fragen von lokal beschäftigten Mitarbeitern des amerikanischen diplomatischen Dienstes (Bureau of Global Talent Management) betraut.
2021 bis 2022 war er erneut kurzzeitig als US-Botschafter in Haiti eingesetzt. Von 2023 bis 2025 war Merten amerikanischer Botschafter in Bulgarien, wo er von H. Martin McDowell abgelöst wurde.

### Auszeichnungen
Im Juli 2012 zeichnete der Präsident Haitis, Michel Martelly, Merten mit dem Großkreuz des Nationalen Verdienstordens für seine diplomatische Tätigkeit und die dabei für Haiti geleistete Arbeit aus.

### Persönliches
Merten ist mit Susan Greenman Merten verheiratet. Das Ehepaar hat zwei Töchter, Caryl und Elisabeth.